# Terji Skibenæs
Terji Skibenæs, né le 27 décembre 1982 à Tórshavn aux Îles Féroé, est un guitariste et tatoueur. Il est essentiellement connu comme guitariste du groupe de viking metal Týr. 

## Biographie
Terji Skibenæs est né en 1982 à Tórshavn. Il démarre la guitare à l'âge de 13 ans. En 2001, alors qu'il est joue dans le groupe Flux, il rencontre Heri Joensen, fondateur et chanteur de Týr, qui lui propose de rejoindre le groupe. Il quitte la formation en 2003, pour la réintégrer en 2004. 
Terji est sponsorisé par Ibanez, et joue une guitare à 7 cordes de cette marque. 
Il travaille également en tant que tatoueur professionnel depuis 2011. 